# Neocompsa limatula
Neocompsa limatula là một loài bọ cánh cứng trong họ Cerambycidae.